# Lista do Patrimônio Mundial no Iêmen
A Organização das Nações Unidas para a Educação, a Ciência e a Cultura (UNESCO) propôs um plano de proteção aos bens culturais do mundo, através do Comité sobre a Proteção do Património Mundial Cultural e Natural, aprovado em 1972. Esta é uma lista do Patrimônio Mundial existente no Iêmen, especificamente classificada pela UNESCO e elaborada de acordo com dez principais critérios cujos pontos são julgados por especialistas na área. O Iêmen, país do sul na Península arábica que congrega um grande legado histórico de sabeus, judeus e islâmicos, ratificou a convenção em 7 de outubro de 1980, tornando seus locais históricos elegíveis para inclusão na lista.
O sítio Cidade Antiga de Xibã foi o primeiro local do Iêmen incluído na lista do Patrimônio Mundial da UNESCO por ocasião da 6ª Sessão do Comitè do Património Mundial, realizada em Paris (França) em 1982. Desde a mais recente adesão à lista, o Iêmen totaliza 4 sítios classificados como Patrimônio da Humanidade, sendo 3 deles de classificação Cultural e 1 de classificação Natural. 
Desde 2015, os três sítios culturais do Iêmen constam na Lista do Patrimônio Mundial em perigo devido a conflitos armados e instabilidade política da região que ameaçam a conservação e preservação adequadas dos respectivos locais. Por sua vez, segunda a UNESCO, o sítio Cidade Antiga de Zabide carece de maior projeto de conservação pelo Estado-parte e apresenta sinais de deterioramento contínuo.

## Bens culturais e naturais
O Iêmen conta atualmente com os seguintes lugares declarados como Patrimônio da Humanidade pela UNESCO:
| | Cidade Antiga de Xibã |
| Bem cultural inscrito em 1982, em perigo desde 2015. |                       |
| Localização: Hadhramaut |                       |
| Esta cidade murada do século XVI é um dos mais antigos e melhores exemplos de planejamento urbano baseado no princípio da construção vertical. Seus impressionantes edifícios na forma de torres, que parecem brotar das falésias em que foram construídas, lhe renderam o apelido de "Manhattan do deserto". (UNESCO/BPI) |                       |

| | Cidade Antiga de Saná |
| Bem cultural inscrito em 1986, em perigo desde 2015. |                       |
| Localização: Saná |                       |
| Construída em um vale localizado a 2.200 metros acima do nível do mar, a cidade de Sana'a tem mais de 2.500 anos de história. Nos séculos VII e VIII foi um importante centro de propagação da religião islâmica. O legado de seu esplêndido passado político e religioso é atestado por suas 103 mesquitas, 14 balneários públicos (hammam) e 6.000 casas construídas antes do século XI. As torres de vários andares, construídas com terra amassada, contribuem para valorizar a beleza do local. (UNESCO/BPI) |                       |

| | Cidade Histórica de Zabide |
| Bem cultural inscrito em 1993, em perigo desde 2000. |                            |
| Localização: Hodeida |                            |
| A arquitetura militar e doméstica desta cidade, bem como seu layout urbano, dão-lhe um valor excepcional no plano arqueológico e histórico. Zabide não foi apenas a capital do Iêmen entre os séculos XIII e XV, mas também teve uma grande importância no mundo árabe e muçulmano por vários séculos devido à sua renomada universidade islâmica. (UNESCO/BPI) |                            |

| | Arquipélago de Socotorá |
| Bem natural inscrito em 2008. |                         |
| Localização: Adem |                         |
| Localizado a noroeste do Oceano Índico, perto do Golfo de Adem, este arquipélago composto por quatro ilhas e duas ilhotas rochosas está localizado a 250 km da costa africana e parece estender o chamado "Corno da África". O local é excepcional pela grande riqueza e diversidade de sua flora e fauna, bem como pelo alto índice de endemismo desses. De fato, 37% de suas 825 espécies de plantas, 90% dos répteis e 95% dos caracóis terrestres não ocorrem em nenhum outro lugar do mundo. O arquipélago também abriga importantes populações de aves terrestres e marinhas de importância global. Das 192 variedades de aves existentes, 44 procriam nas ilhas e 85 são espécies migratórias regulares. Alguns deles estão em perigo de extinção. A biodiversidade marinha do local também é considerável, pois possui 253 espécies de corais de construção de recifes, 730 espécies de peixes costeiros e 300 variedades de lagostas, caranguejos e camarões. (UNESCO/BPI) |                         |

| | Monumentos do antigo Reino de Sabá em Ma'rib |
| Bem cultural inscrito em 2023, em perigo desde 2023. |                                              |
| Localização: Ma'rib |                                              |
| Os Monumentos do Antigo Reino de Sabá é um sítio serial que compreende sete sítios arqueológicos que atestam o rico Reino de Sabá e suas realizações arquitetônicas, estéticas e tecnológicas desde o primeiro milênio a.C. até a chegada do Islã, por volta de 630 d.C. Eles atestam a administração centralizada altamente complexa do reino quando controlava grande parte da rota do incenso através da Península Arábica, desempenhando um papel fundamental na rede mais ampla de intercâmbios culturais fomentados pelo comércio com o Mediterrâneo e a África Oriental. Situado numa paisagem semiárida de vales, montanhas e desertos, este sítio engloba vestígios de grandes aglomerados urbanos com templos monumentais, muralhas e outros edifícios. O sistema de irrigação da antiga Ma'rib reflete proezas tecnológicas em engenharia hidrológica e agricultura em uma escala sem paralelo no antigo sul da Arábia que levou à criação do maior oásis antigo feito pelo homem. (UNESCO/BPI) |                                              |

## Lista Indicativa
Em adição aos sítios inscritos na Lista do Patrimônio Mundial, os Estados-membros podem manter uma lista de sítios que pretendam nomear para a Lista de Patrimônio Mundial, sendo somente aceitas as candidaturas de locais que já constarem desta lista. Desde 2002, o Iêmen possui 10 locais na sua Lista Indicativa.